# Les Deux Amants
Les Deux Amants is een van de 12e-eeuwse Oudfranse lais van Marie de France.

## Verhaal
De koning van Val de Pîtres heeft een heel mooie en hoffelijke dochter die zijn oogappel is. Als zij oud genoeg is om te worden uitgehuwelijkt, besluit hij om de vrijers aan een test te onderwerpen. Alleen hij die erin slaagt zijn dochter zonder uit te rusten van de stad naar de top van de berg te dragen, kan met haar trouwen. De vrijers komen samen voor de proef maar allen falen zij. Een jongeman wordt verliefd op het meisje en zij op hem, maar de jongeman is te zwak om in de test te kunnen slagen. Het meisje is echter niet bereid om met hem te vluchten. Zij vraagt een familielid om een drankje te bereiden om de jongeman de nodige energie te geven. Deze laatste weigert echter het drankje, neemt het meisje in zijn armen en klimt snel de helling op. Gedragen door zijn enthousiasme en zijn liefde, voelt hij zijn hart vol van kracht. Hij komt zonder te rusten op de top aan, maar sterft dan van uitputting. Het meisje gooit de toverdrank uit over het land, dat vruchtbaar wordt, en sterft dan naast haar geliefde. De twee geliefden liggen begraven op de top van de berg, die zijn naam geeft aan de Côte des Deux-Amants.